# Megalito del Banco Pantelleria Vecchia
El Megalito del Banco Pantelleria Vecchia es un artefacto anómalo de origen incierto, ubicado en el Banco Pantelleria Vecchia en el Canal de Sicilia entre Sicilia y Túnez , a una profundidad de 40 metros bajo el agua. Los estudios han sugerido que el objeto parece haber sido hecho por el hombre. El megalito es un gran bloque de caliza calcirudita sedimentaria  de 12 metros de largo y 15 toneladas de peso. El megalito fue descubierto por Emanuele Lodolo y Zvi Ben-Avraham en 2015 durante un estudio de mapeo del fondo marino. Después de que los escaneos indicaran un gran objeto aproximadamente rectangular, se desplegaron buzos y cámaras para capturar evidencia fotográfica. Los buzos describieron lo que parecía ser un gran monolito, dividido en dos secciones. Todo el banco Pantelleria Vecchia es un área poco profunda que alguna vez fue una isla. Según los datos conocidos del nivel del mar, se estima que la isla estuvo por última vez sobre el nivel del océano hace casi 10.000 años.